# 沈中英
沈中英（1579年—？），字茂先，號霞城，浙江嘉兴府嘉興縣人。

## 生平
万历二十八年（1600年）庚子科浙江乡试举人，四十一年（1613年）癸丑科進士，授刑部主事，擢守顺德府，调安慶府，剔宿弊，勤撫字，及去官，地方绘扳轅圖以誌愛戴。

## 家族
曾祖沈瓊，散官。祖沈大射，授卫知事。父沈伯鹏，封主事。母屠氏。从父沈伯龍。兄沈中虚（舉人）。娶顾氏，子象倫。